# Thomas Girtin

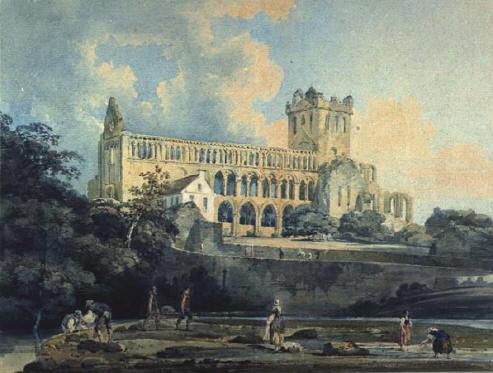
Jedburgh Abbey from the River, 1798-1799

Thomas Girtin (1775 - 1802) est un artiste peintre et aquafortiste anglais qui a joué un rôle majeur en établissant l'aquarelle comme un art reconnu.

## Biographie

### Sa formation
Né à Southwark (Londres) le 18 février 1775, il est le fils d'un riche brossier d'origine huguenote qui meurt quand Thomas est encore enfant. Sa veuve épouse un certain M. Vaughan, qui est dessinateur. Le jeune Thomas apprend ainsi à dessiner aux cours donnés par Thomas Malton et devient l'élève d'Edward Dayes, un aquarelliste spécialiste de la topographie. On pense que Girtin a probablement accompli les sept ans d'apprentissage requis, mais des témoignages non confirmés évoquent des conflits entre le maître et son disciple, allant jusqu'à prétendre que Dayes aurait fait emprisonner Girtin pour impertinence. En tout cas, on sait que Dayes n'appréciait pas le talent de Girtin ; après la mort de celui-ci, il formulera des critiques envers son œuvre.

### Ses débuts
Durant sa jeunesse, Girtin devint l'ami du futur géant de la peinture romantique J. M. W. Turner. Les deux adolescents sont employés à colorier des gravures à l'aquarelle. Girtin expose ses œuvres à la Royal Academy dès 1794. Ses croquis et dessins architecturaux et topographiques lui confèrent une réputation précoce ; son utilisation de l'aquarelle pour représenter les paysages fait de lui l'initiateur des aquarelles romantiques. Il fait plusieurs voyages pour dessiner des lieux qui l'intéressaient, dont le nord et l'ouest de l'Angleterre et le nord du Pays de Galles. En 1799, il avait déjà obtenu l'appui de plusieurs personnalités influentes, dont Lady Sutherland et le collectionneur d'art Sir George Beaumont. Il est le membre dominant des « Brothers » (« frères »), un groupe d'artistes et d'amateurs de dessin parmi lesquels figure également l'aquarelliste français Francia.

### Sa carrière

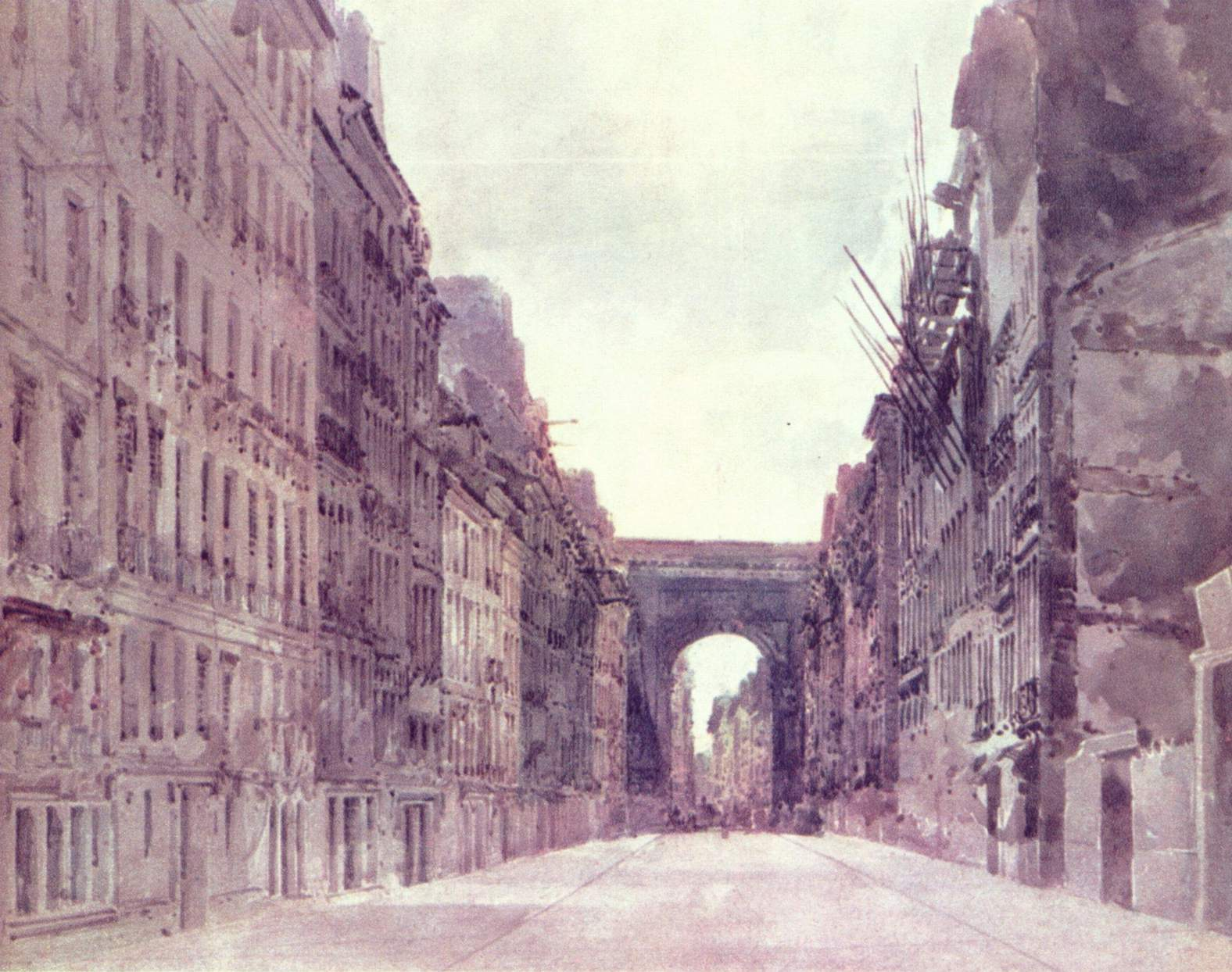
Rue Saint-Denis à Paris, 1802

En 1800, Girtin épouse Mary Ann Borrett, la fille âgée de seize ans d'un riche orfèvre de la City ; ils s'installent à St. George's Row, dans le quartier de Hyde Park, et sont voisins du peintre Paul Sandby. En 1801, il est souvent invité dans les maisons de campagne de ses mécènes, dont Harewood House et le château de Mulgrave. Il peut demander jusqu'à vingt guinées par œuvre, mais sa santé commence déjà à se détériorer. De la fin 1801 au début 1802, il passe cinq mois et demi à Paris, où il fait des aquarelles et une série de croquis au crayon qu'il grave plus tard à Londres. Ils seront publiés dans un volume posthume intitulé Twenty Views in Paris and its Environs. Pendant le printemps et l'été 1802, il peint un panorama de Londres baptisé Eidometropolis. Cette toile de 18 m de haut et 108 de circonférence est exposée avec succès la même année. Elle est célèbre pour son traitement réaliste de la lumière et de l'atmosphère urbaines.
Girtin meurt le 9 novembre de la même année dans la chambre où il travaillait. Sa mort est alors attribué à l'asthme ou l'« ossification du cœur », mais on sait que sa mort est en fait due à la tuberculose. Il avait vingt-sept ans. Réagissant à la mort prématurée de son ami, Turner déclara que « si Girtin avait survécu, je serais mort de faim ».

### Son style
Les premiers paysages de Girtin renvoient aux croquis topographiques du XVIIIe siècle, mais plus tard il développa un style plus large, plus romantique, qui aura une grande influence sur la peinture anglaise. Les paysages du nord de l'Angleterre l'encouragent à créer une nouvelle palette de couleurs d'aquarelle pleine de marron « chaud », de gris ardoise, d'indigo et de violet. Il abandonne la pratique jusqu'alors courante d'utiliser le gris comme fond avant d'y ajouter des morceaux de couleur, le remplaçant par des couleurs plus vives, et fait des expériences avec les stylos, l'encre marron et le vernis pour ajouter des tons plus riches. Le British Museum, la Tate Britain et le Victoria and Albert Museum possèdent des collections de ses œuvres.

## Galerie

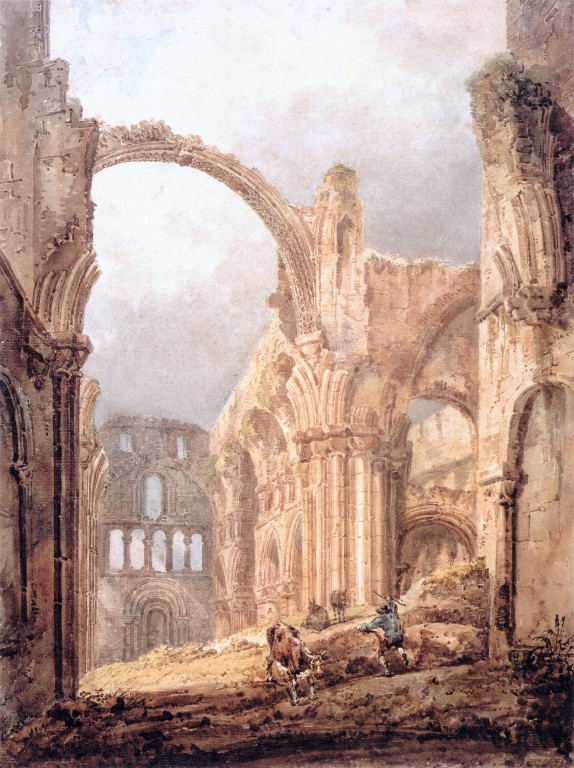
L'intérieur du prieuré de Lindisfarne (1797)
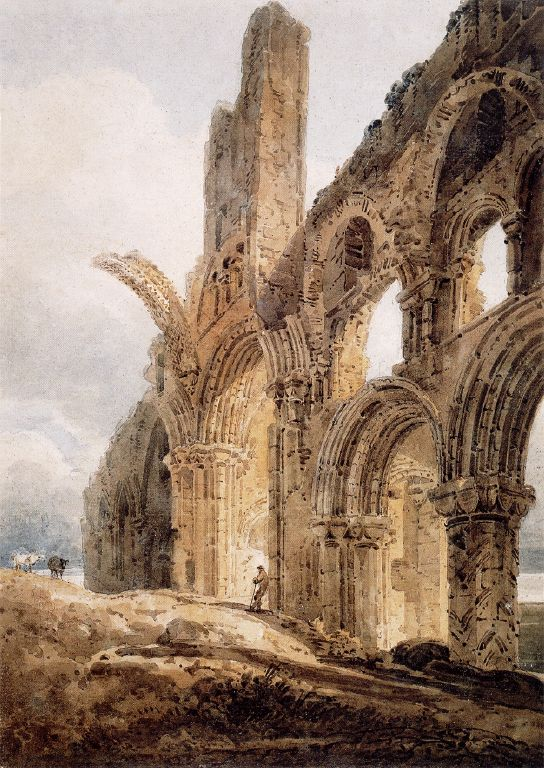
Lindisfarne (1798)
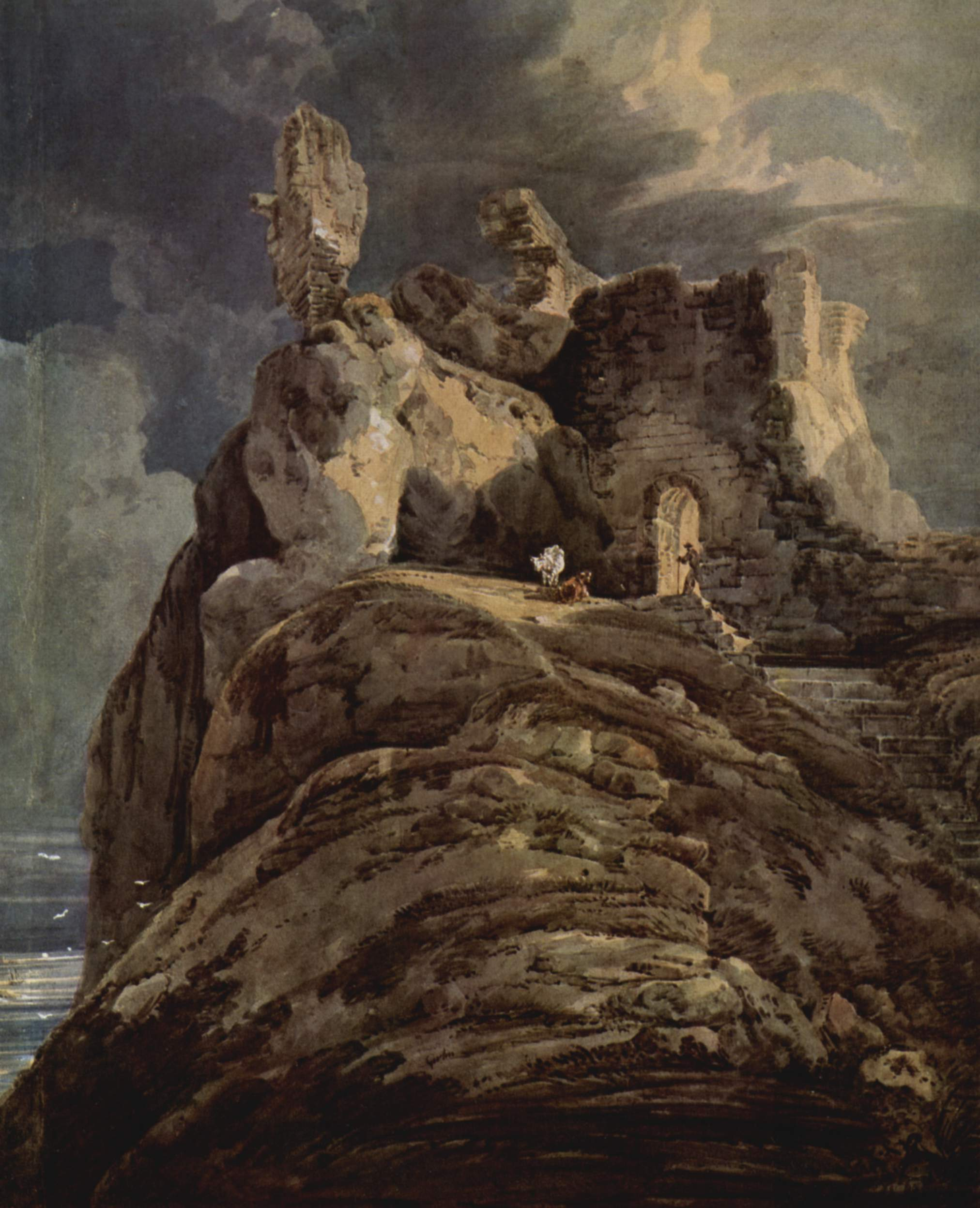
Le château de Bamburgh, Northumberland (~1797-1799)
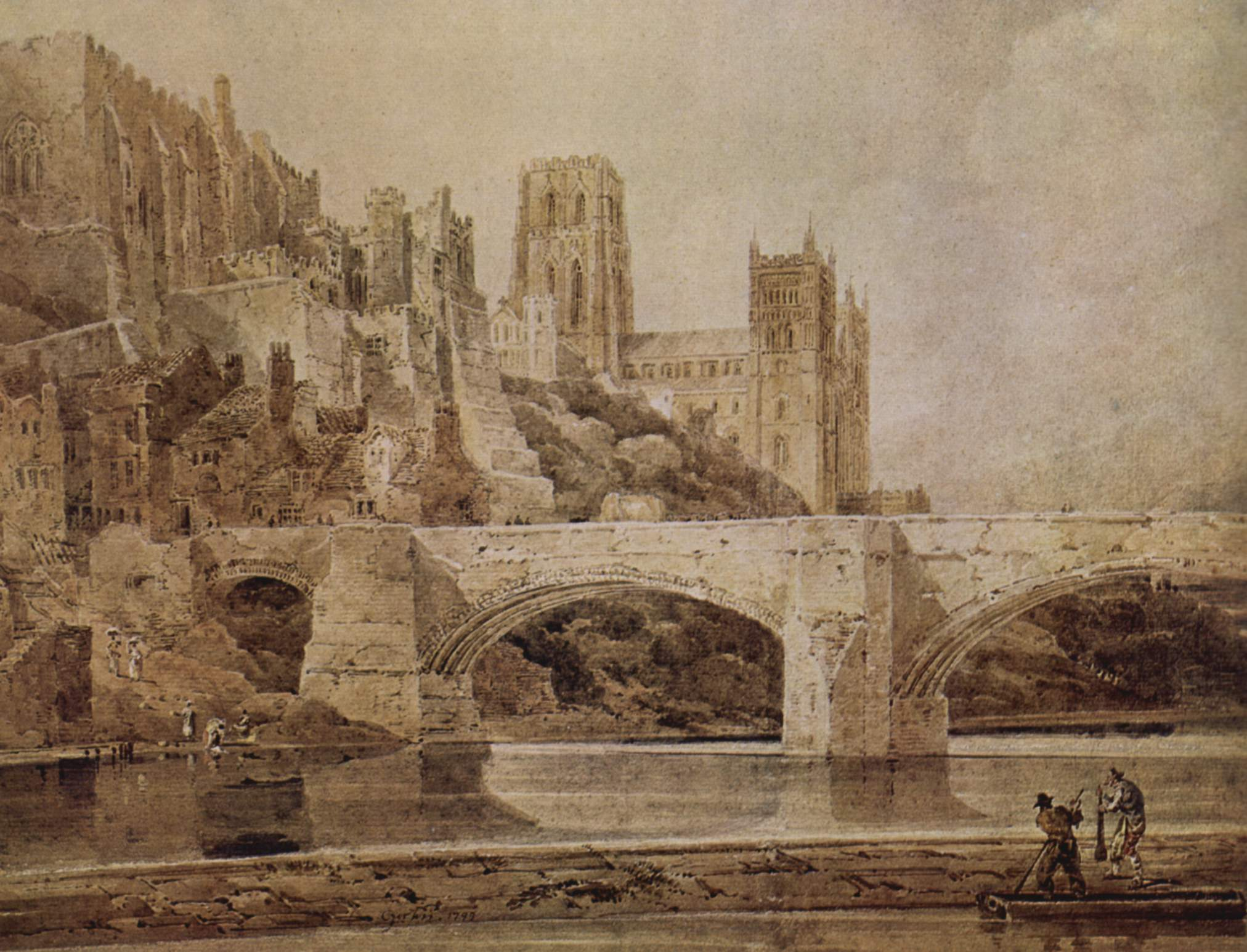
La cathédrale de Durham  et le pont (1799)
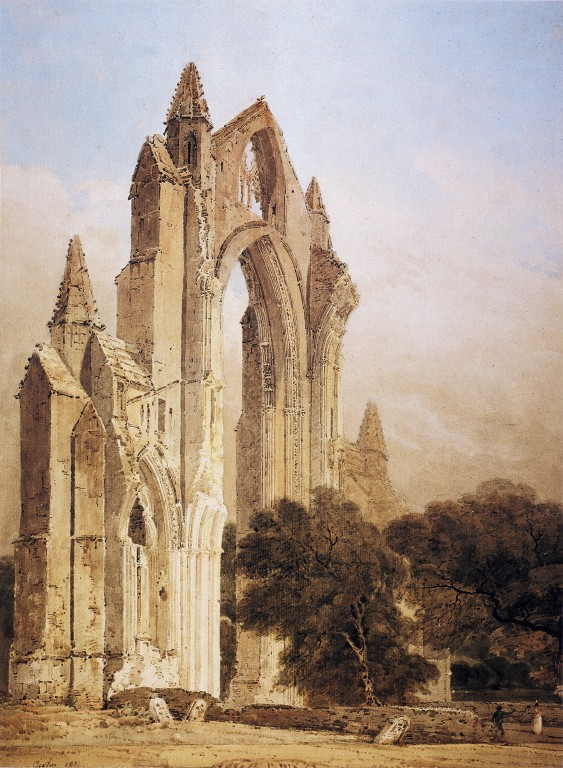
Le prieuré de Guisborough, Yorkshire (1801)
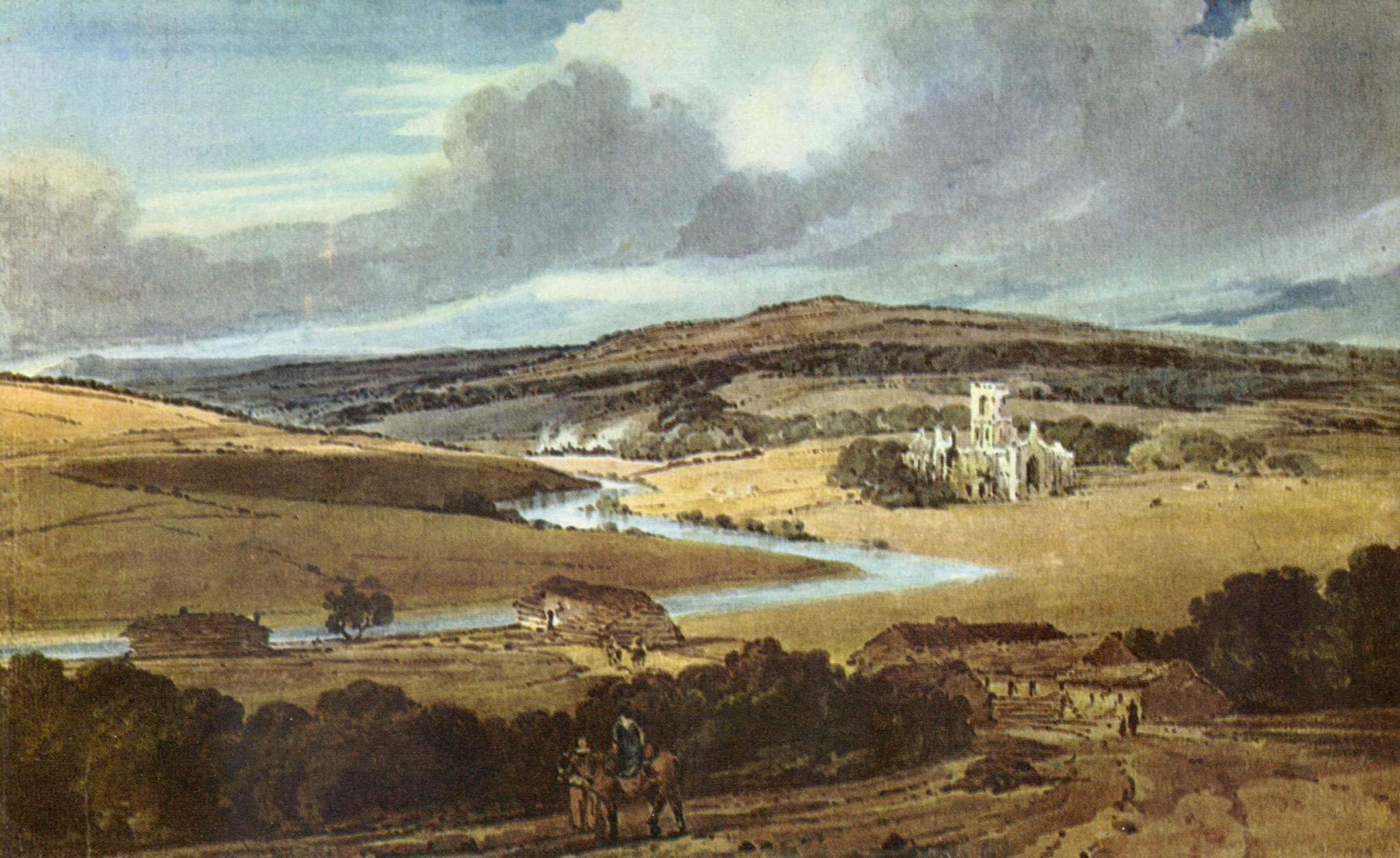
L'abbaye de Kirkstall, Yorkshire (1801)
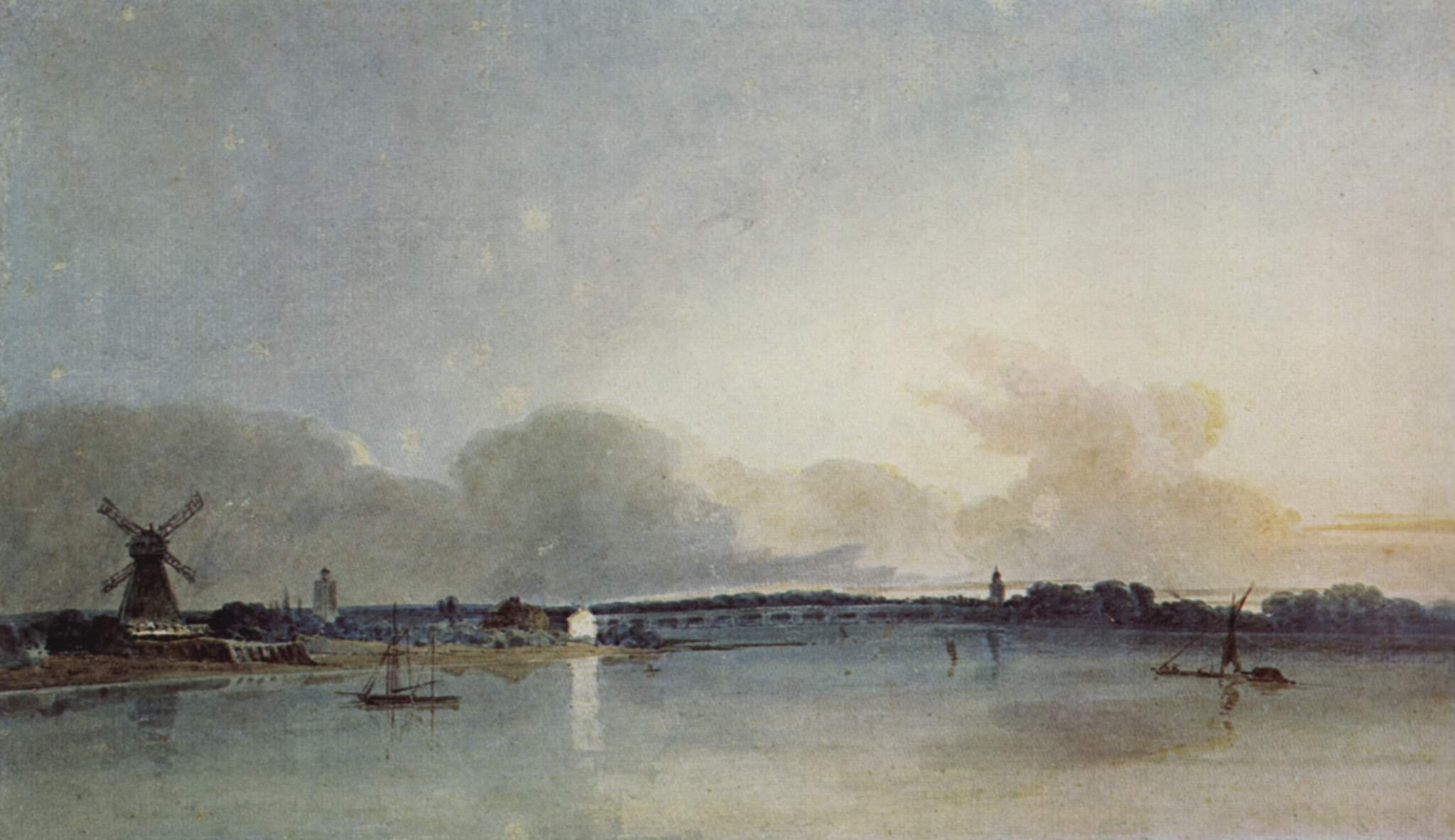
La côte à Chelsea, 1800
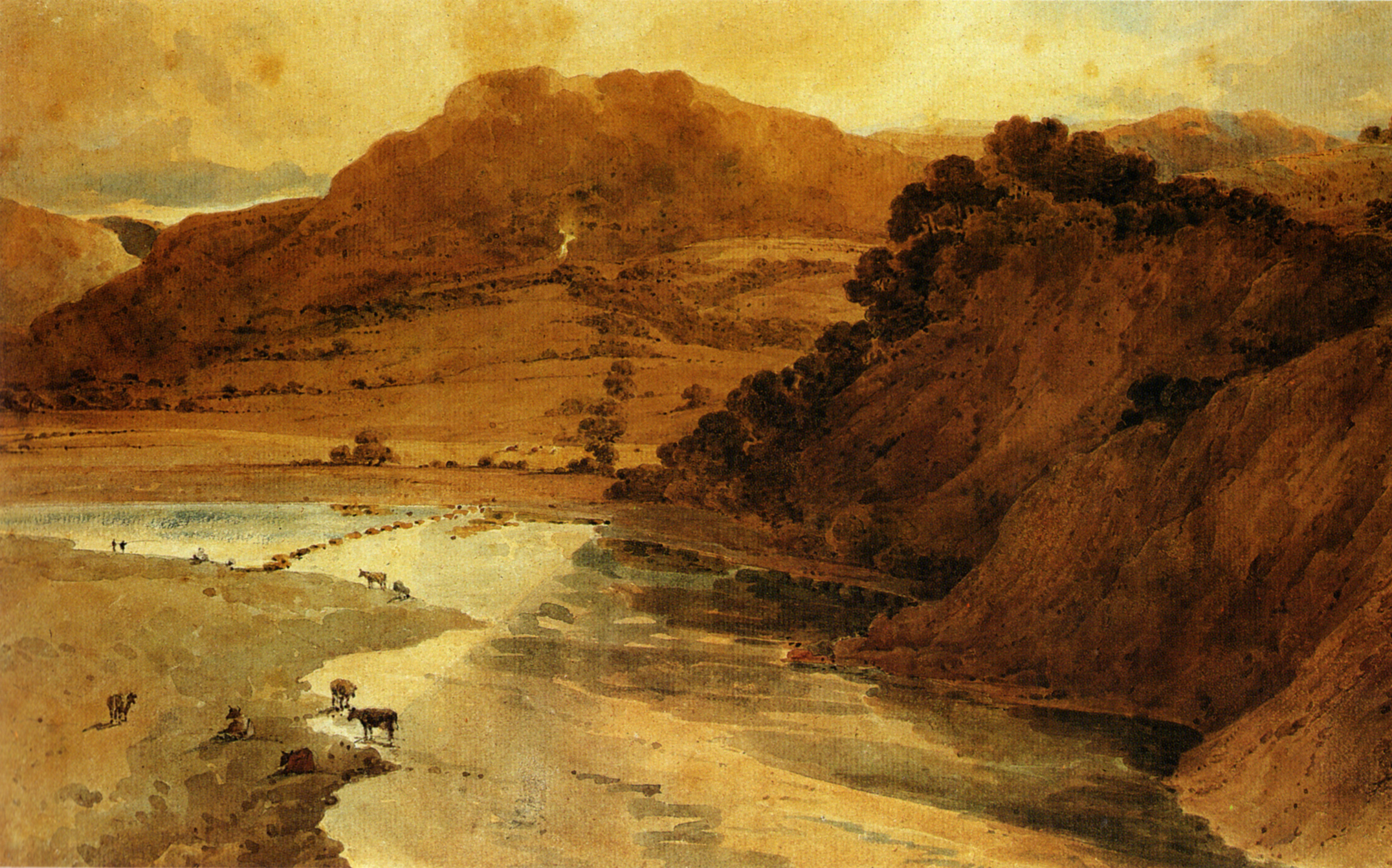
Près de Bolton Abbey, Yorkshire (?)